# Лорен, Джози
Джози Лорен (англ. Josie Loren; род. 19 марта 1987 года) — американская актриса, известная по роли Кейли Круз в сериале «Гимнастки».

## Биография
Джози Лорен родилась в Майами (штат Флорида), имеет кубинское происхождение. У неё есть старшая сестра и два брата. Мерси Лопез, мать актрисы, работала учительницей в средней школе. Старший брат, Хавьер Лопез, является выпускником Гарвардского университета. В старшей школе New World Performing Arts Center Джози изучала актёрское мастерство, а в колледже при Калифорнийском университете в Лос-Анджелесе — медиакоммуникации и испанский. В одном из своих интервью актриса сказала, что мечтает поработать с Шоном Пенном.
Джози сыграла в таких сериалах, как «Медиум», «Вероника Марс», «Дрейк и Джош», «Ханна Монтана», «Касл», а также в фильмах «Рождество в раю», «Пит в перьях» и «Папе снова 17». С 2009 по 2012 годы она исполняла роль Кейли Круз в сериале «Гимнастки» телеканала ABC Family. В апреле 2010 года Джози Лорен и Кесси Сербо снялись в эпизоде «Победитель получает все» сериала «10 причин моей ненависти», где сыграли своих героинь из «Гимнасток».

## Личная жизнь
С 26 мая 2018 года Лорен замужем за бывшим игроком «НФЛ» Мэттом Лайнартом. У супругов два сына: Кейсон Азис Лайнарт (род. в январе 2020) и Кэннон Азис Лайнарт (род. в мае 2021). 12 августа 2024 года стало известно, что они ждут третьего ребёнка в следующем году.

## Избранная фильмография
| Год       |   | Русское название           | Оригинальное название                      | Роль              |
| --------- | - | -------------------------- | ------------------------------------------ | ----------------- |
| 2003—2011 | с | Морская полиция: Спецотдел | NCIS: Naval Criminal Investigative Service | Джейн             |
| 2004—2007 | с | Дрейк и Джош               | Drake & Josh                               | Мария             |
| 2004—2007 | с | Вероника Марс              | Veronica Mars                              | Хлоя              |
| 2005—2011 | с | Медиум                     | Medium                                     | подруга Аманды    |
| 2006      | с | Ханна Монтана              | Hannah Montana                             | Холли             |
| 2007      | ф | Вряд ли женат              | Hardly Married                             | Лети              |
| 2007      | ф | Рождество в раю            | Christmas in Paradise                      | Блэр              |
| 2007—2009 | с | Билли Ингвал               | The Bill Engvall Show                      | -                 |
| 2007—2008 | с | Кори в доме                | Cory in the House                          | Джессика          |
| 2008      | ф | Это не тест                | This Is Not a Test                         | Laline            |
| 2009      | ф | Папе снова 17              | 17 Again                                   | Николь            |
| 2009      | ф | Пит в перьях               | Hatching Pete                              | Анжела Морриссай  |
| 2009—2012 | с | Гимнастки                  | Make It or Break It                        | Кейли Круз        |
| 2009      | ф | 10 причин моей ненависти   | 10 Things I Hate About You                 | Кейли Крус        |
| 2009—2011 | с | Касл                       | Castle                                     | Бриджит МакМанус  |
| 2009—2011 | с | До смерти красива          | Drop Dead Diva                             | Нина              |
| 2011      | ф | Со мной                    | With Me                                    | Джейден           |
| 2013      | ф | 21 и больше                | 21 & Over                                  | Pledge Aguilar    |
| 2014—2015 | с | Менталист                  | Mentalist                                  | Агент Мишель Вега |
| 2014      | с | Зажигай!                   | Hit the Floor                              | Кендалл           |